# Gaultheria chiriquensis
Gaultheria chiriquensis är en ljungväxtart som beskrevs av Camp. Gaultheria chiriquensis ingår i släktet Gaultheria och familjen ljungväxter. Inga underarter finns listade i Catalogue of Life.